# Basket Club Ardres
El Basket Club Ardres es un equipo de baloncesto francés con sede en la ciudad de Ardres, que compite en la NM2, la cuarta competición de su país. Disputa sus partidos en la Salle de Sport Municipale.

## Posiciones en liga
- 2009 - (10-NM2)
- 2010 - (14-NM2)
- 2013 - (3-NM3)
- 2014 - (1-NM3)
- 2015 - (13-NM2)
- 2016 - (14-NM2)
- 2017 - (NM3)?
- 2018 - (NM3)?
- 2019 - (NM3)?
- 2020 - (1-NM3)
- 2021 -
- 2022 - (13-NM2)

## Palmarés
- Primero Grupo I NM3 - 2014